# 8829 Buczkowski
8829 Buczkowski è un asteroide della fascia principale. Scoperto nel 1988, presenta un'orbita caratterizzata da un semiasse maggiore pari a 3,2045214 UA e da un'eccentricità di 0,1108018, inclinata di 2,87683° rispetto all'eclittica.